# Jelanez
Jelanez (ukrainisch Єланець; russisch Еланец) ist eine Siedlung städtischen Typs in der im Süden der Ukraine liegenden Oblast Mykolajiw mit etwa 4900 Einwohnern (2016). Jelanez war bis Juli 2020 das Verwaltungszentrum des gleichnamigen Rajons Jelanez.

## Geographie

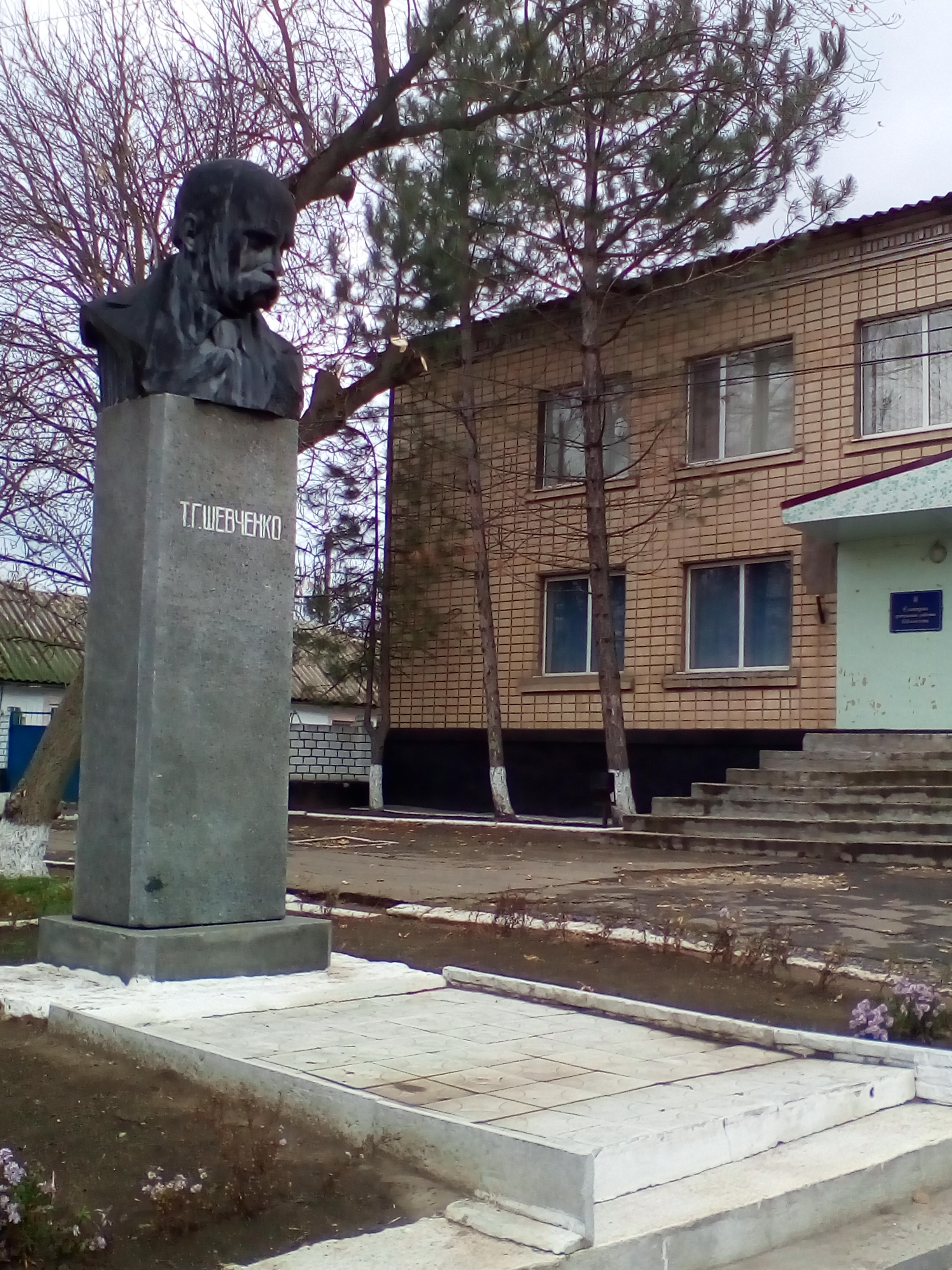
Taras-Schewtschenko-Denkmal im Ort

Jelanez liegt 90 km nördlich vom Oblastzentrum Mykolajiw am Fluss Hnylyj Jelanez (Гнилий Єланець), ein 103 km langer, linker Nebenfluss des Südlichen Bugs. Der nächstgelegene Bahnhof befindet sich in Wosnessensk, 45 km westlich des Ortes.

## Geschichte
Das Dorf mit dem ursprünglichen Namen Hnylyj Jelanez wurde zwischen 1802 und 1804 von Kosaken, deren Haupteinnahmequelle die Viehzucht und die Fischerei war, gegründet. Von 1810 bis 1858 hieß das Dorf Nowomoskowsk (Новомосковськ) und erhielt dann seinen heutigen Namen. Die Ortschaft wurde am 8. August 1941 von Truppen der Wehrmacht besetzt und am 19. März 1944 von Truppen der Roten Armee befreit.
Seit 1968 hat Jelanez den Status einer Siedlung städtischen Typs.

## Verwaltungsgliederung
Am 12. Juni 2020 wurde die Siedlung zum Zentrum der neugegründeten Siedlungsgemeinde Jelanez (ukrainisch Єланецька селищна громада/Jelanezka selyschtschna hromada), zu dieser zählen auch die 33 in der untenstehenden Tabelle aufgelisteten Dörfer, bis dahin bildete sie zusammen mit den Dörfern Bratoljubiwka und Welidariwka die gleichnamige Siedlungsratsgemeinde Jelanez (Єланецька селищна рада/Jelanezka selyschtschna rada) im Zentrum des Rajons Jelanez.
Am 17. Juli 2020 kam es im Zuge einer großen Rajonsreform zum Anschluss des Rajonsgebietes an den Rajon Wosnessensk.
Folgende Orte sind neben dem Hauptort Jelanez Teil der Gemeinde:
| Name                     | Name              | Name                                    |
| ukrainisch transkribiert | ukrainisch        | russisch                                |
| ------------------------ | ----------------- | --------------------------------------- |
| Bohodariwka              | Богодарівка       | Богодаровка (Bogodarowka)               |
| Bratoljubiwka            | Братолюбівка      | Братолюбовка (Bratoljubowka)            |
| Buhorok                  | Бугорок           | Бугорок (Bugorok)                       |
| Druscheljubiwka          | Дружелюбівка      | Дружелюбовка (Druscheljubowka)          |
| Fedoro-Mychajliwka       | Федоро-Михайлівка | Фёдоро-Михайловка (Fjodoro-Michailowka) |
| Hraschdanka              | Гражданка         | Гражданка (Graschdanka)                 |
| Hryhoriwka               | Григорівка        | Григоровка (Grigorowka)                 |
| Iwaniwka                 | Іванівка          | Ивановка (Iwanowka)                     |
| Jasnohorodka             | Ясногородка       | Ясногородка (Jasnogorodka)              |
| Kalyniwka                | Калинівка         | Калиновка (Kalinowka)                   |
| Kamjanka                 | Кам’янка          | Каменка (Kamenka)                       |
| Kowaliwka                | Ковалівка         | Ковалевка (Kowalewka)                   |
| Krutojarka               | Крутоярка         | Крутоярка                               |
| Malodworjanka            | Малодворянка      | Малодворянка                            |
| Maloscheniwka            | Маложенівка       | Маложеневка (Maloschenewka)             |
| Maloukrajinka            | Малоукраїнка      | Малоукраинка (Maloukrainka)             |
| Mychajliwka              | Михайлівка        | Михайловка (Michailowka)                |
| Nowooleksandriwka        | Новоолександрівка | Новоалександровка (Nowoaleksandrowka)   |
| Nowojawlenka             | Новоявленка       | Новоявленка (Nowojawlenka)              |
| Nowowassyliwka           | Нововасилівка     | Нововасилевка (Nowowasilewka)           |
| Nowowolodymyriwka        | Нововолодимирівка | Нововладимировка (Nowowladimirowka)     |
| Olhopil                  | Ольгопіль         | Ольгополь (Olgopol)                     |
| Piwni                    | Півні             | Пивни                                   |
| Pryjut                   | Приют             | Приют (Prijut)                          |
| Semeniwka                | Семенівка         | Семёновка (Semjonowka)                  |
| Uralske                  | Уральське         | Уральское (Uralskoje)                   |
| Welidariwka              | Велідарівка       | Велидаровка (Welidarowka)               |
| Welyka Solona            | Велика Солона     | Великая Солёная (Welikaja Soljonaja)    |
| Welykoserbuliwka         | Великосербулівка  | Великосербуловка (Welikoserbulowka)     |
| Wesselyj Podil           | Веселий Поділ     | Весёлый Подол (Wessjoly Podol)          |
| Wodjane                  | Водяне            | Водяное (Wodjanoje)                     |
| Wodjano-Loryne           | Водяно-Лорине     | Водяно-Лорино (Wodjano-Lorino)          |
| Wossijatske              | Возсіятське       | Воссиятское (Wossijatskoje)             |

## Bevölkerungsentwicklung
| 1815 | 1885  | 1939  | 1959  | 1970  | 1979  | 1989  | 2001  | 2012  | 2016  |
| ---- | ----- | ----- | ----- | ----- | ----- | ----- | ----- | ----- | ----- |
| 449  | 3.437 | 4.500 | 3.260 | 4.541 | 4.837 | 5.852 | 5.681 | 4.957 | 4.915 |

Quelle: 1815–1939;
1959–2016

## Persönlichkeiten
- Halyna Serhijiwna Losko (* 1952), Ethnologin und Religionswissenschaftlerin
- Juri Pawlowitsch Gidsenko (* 1962), russischer Kosmonaut